# Chandon FR
| FR ist das Kürzel für den Kanton Freiburg in der Schweiz. Es wird verwendet, um Verwechslungen mit anderen Einträgen des Namens Chandon zu vermeiden. |

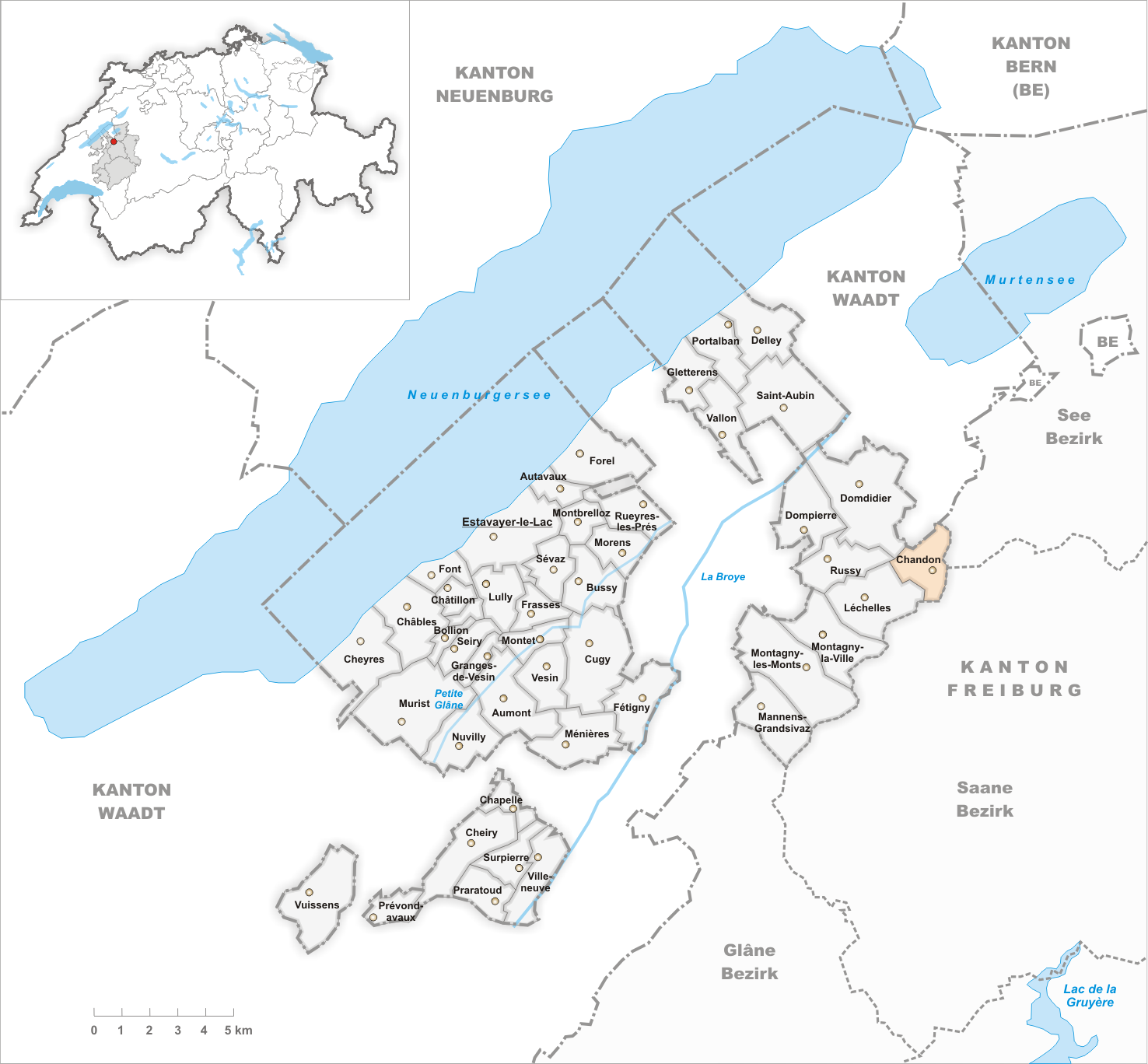
Gemeindestand vor der Fusion am 1. September 1994

Chandon ist eine Ortschaft und früher selbständige politische Gemeinde im Distrikt Broye des Kantons Freiburg in der Schweiz. Am 1. September 1994 wurde Chandon nach Léchelles eingemeindet. Seit 2016 gehört das Dorf zur Gemeinde Belmont-Broye.

## Geographie
Chandon liegt auf 524 m ü. M., 2,5 km ostnordöstlich von Léchelles und 10 km westnordwestlich der Kantonshauptstadt Freiburg. Das Bauerndorf erstreckt sich im Tal des Chandon, an der Mündung des Seitenbachs Riaux, östlich des Grand Belmont, im Molassehügelland des nordwestlichen Freiburger Mittellandes. Die ehemalige Gemeindefläche betrug rund 3,2 km². Das Gebiet umfasste einen Abschnitt des Chandontals, das einen flachen Talboden von 200 bis 400 m Breite besitzt. Im Osten ist das Tal vom Plateau von Grolley, im Nordwesten von der Waldhöhe des Grand Belmont (660 m ü. M.) flankiert.

## Bevölkerung
Mit 95 Einwohnern (1990) zählte Chandon vor der Fusion zu den kleinsten Gemeinden des Kantons Freiburg. Im Jahr 1888 hatte die Gemeinde 210 Einwohner. Zu Chandon gehört auch der Weiler Vuaty (599 m ü. M.) auf einer Terrasse am Südosthang des Grand Belmont über dem Tal des Chandon.
Einwohnerzahlen: Volkszählungsdaten

## Wirtschaft
Chandon lebt noch heute von der Landwirtschaft, insbesondere vom Ackerbau, von der Milchwirtschaft und der Viehzucht.

## Verkehr
Der Ort liegt abseits der grösseren Durchgangsstrassen, hat aber Verbindung mit den Nachbardörfern Léchelles, Grolley und Oleyres. Chandon besitzt selbst keine Anbindung an das Netz des öffentlichen Verkehrs.

## Geschichte
Das Gebiet von Chandon war schon sehr früh besiedelt, was durch Funde von Überresten einer römischen Villa und eines burgundischen Gräberfeldes (6. bis 7. Jahrhundert) nachgewiesen werden konnte. Die erste urkundliche Erwähnung des Ortes erfolgte 1123 unter dem Namen Candone. Später erschienen die Bezeichnungen Chandone (1155), Chandun (1228) und Chandon (1509). Der Ortsname hat keltische Wurzeln und ist von Cambo-dunum (Befestigungswerk am Mäander) abgeleitet, gemeint ist damit ein Talbogen des Chandon.
Wahrscheinlich bildete Chandon schon im 10. Jahrhundert eine Pfarrei, die in Abhängigkeit vom Cluniazenserpriorat Payerne stand. Seit dem Mittelalter war Chandon Teil der Herrschaft Montagny. Mit dieser Herrschaft gelangte das Dorf 1478 unter die Oberhoheit von Freiburg und wurde der Vogtei Montagny zugeordnet. Nach dem Zusammenbruch des Ancien Régime (1798) gehörte Chandon während der Helvetik und der darauf folgenden Zeit zum Bezirk Montagny, bevor es 1848 in den Bezirk Broye eingegliedert wurde. Nachdem die Bewohner von Chandon am 12. April 1994 einer Fusion zugestimmt hatten, wurde der Ort mit Wirkung auf den 1. September 1994 nach Léchelles eingemeindet.

## Sehenswürdigkeiten
Die heutige Kirche Saint-Gengon stammt von 1872. Bis 1859 war Chandon Sitz der Pfarrei, die danach nach Léchelles verlegt wurde.